# Giuliano Ughi della Cavallina
Giuliano Ughi della Cavallina (Cavallina di Mugello, 1483 – Bosco ai Frati, 1569) è stato un religioso e scrittore italiano del XVI secolo.

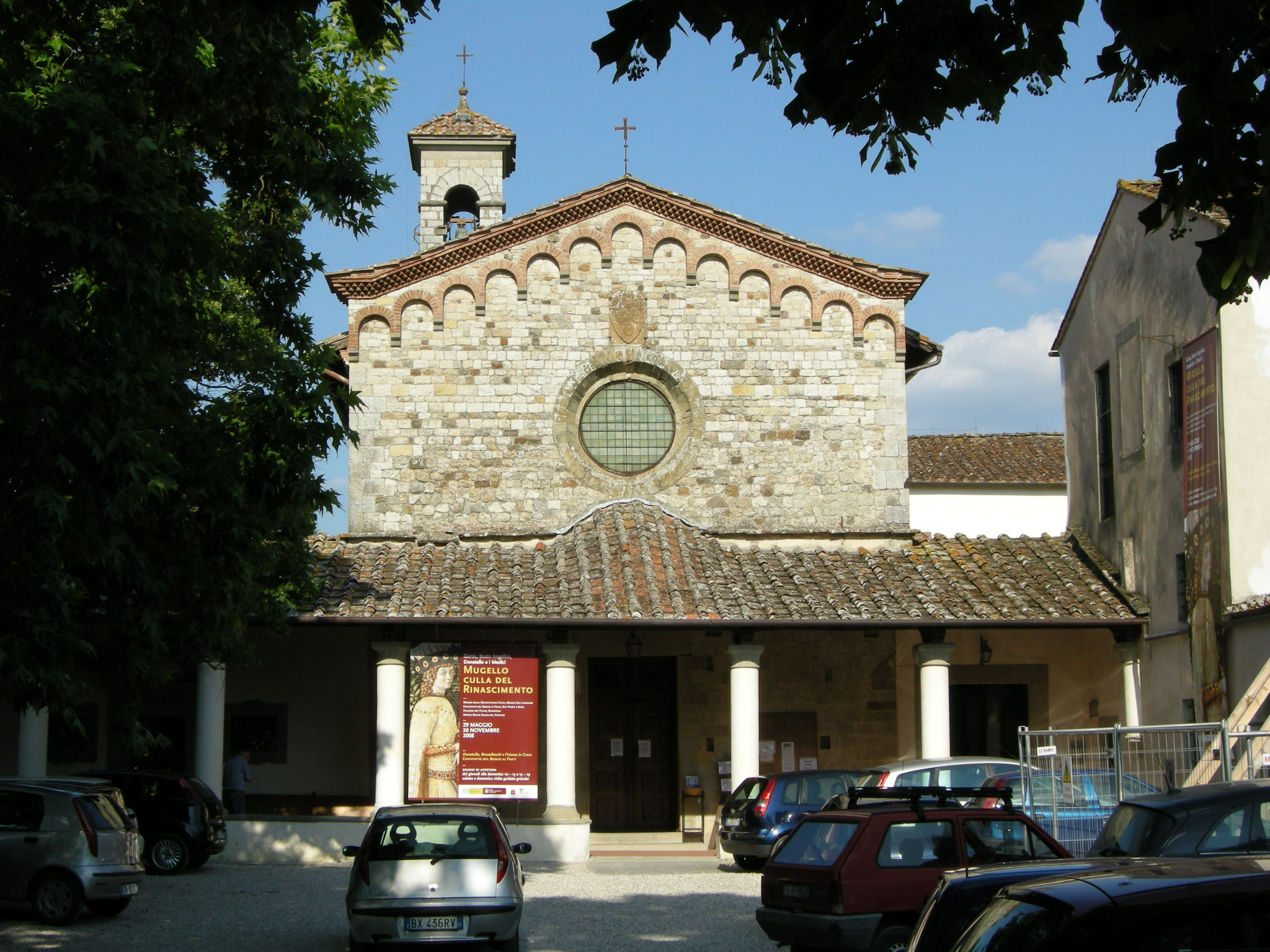
Convento del Bosco ai Frati

Figlio di Marcantonio, trascorse la giovinezza nel paese natale. Nel 1501 prese i voti come frate minore osservante nel Convento già Villa del Palco presso Prato e nel 1514 fu ordinato sacerdote dopo essere stato discepolo di Francesco Licheto da Brescia. In seguito entrò nella comunità del Convento del Bosco ai Frati, dove rimase fino alla morte e dove fu sepolto.
Una delle rare fonti sulla sua vita e la sua attività è l'edizione che della sua opera più importante, il volume Cronica di Firenze dall'anno MDI al MDXLVI, realizzò nel 1849 il religioso Francesco Frediani sull'Appendice all'Archivio storico italiano.. Nella recensio, Frediani spiegava come, in mancanza di copie autografe originali di mano dell'autore, dell'opera rimanessero comunque sette copie manoscritte più tarde. Fra di esse si distingueva quella posseduta all'epoca dall'Arcispedale di Santa Maria Nuova, oggi confluita nel patrimonio archivistico della Biblioteca Biomedica, unica a portare nel titolo la variante Memorie storiche delle cose di Firenze. L'opera, suddivisa in tre parti o libri, dà ampio risalto ad eventi politico-militari come l'Assedio di Firenze ad opera di Carlo V e la resistenza della città: costituisce quindi un'importante testimonianza storica diretta di eventi determinanti del XVI secolo inevitabilmente riflessi nelle loro conseguenze contingenti e locali.
Scrisse anche la Vita della Beata Chiara Ubaldini, badessa di Monticelli, la Relazione dell'origine e del progresso del Convento del Bosco e la Relazione sui danni al Convento del Bosco ai Frati causati dal terremoto del 13 giugno 1542.
Cavallina, la frazione di Barberino di Mugello in cui è nato, lo ha onorato con la dedica di una piazza.

## Opere
- Cronica di Firenze o compendio storico delle cose di Firenze dall'anno MDI al MDXLVI
- Relazione dell'origine e del progresso del Convento del Bosco
- Relazione sui danni al Convento del Bosco ai Frati causati dal terremoto del 13 giugno 1542
- Vita della Beata Chiara Ubaldini